# توموكو أوهارا
توموكو أوهارا (大原 智子)، هي لاعبة كرة قدم كانت تلعب كلاعب وسط. ولعبت مع منتخب اليابان لكرة القدم للسيدات.